# Pietro Navarro
Pietro Navarro, o Pedro, anche detto in spagnolo El Salteador (Garde, 1460 circa – Napoli, 28 agosto 1528), è stato un condottiero spagnolo.
In cambio dei suoi servigi militari per la conquista del Regno di Napoli, il re Ferdinando Il Cattolico gli concesse, nel 1507, il titolo di conte di Alvito, capoluogo della relativa Contea, che tuttavia gli venne revocata, dallo stesso sovrano, nel 1515, per tradimento, essendo passato tra le file di Francesco I di Francia. Il suo nome è legato, in particolar modo, al perfezionamento e all'utilizzazione di speciali mine di polvere esplosiva, con le quali espugnò, tra le altre fortezze, il Castel Nuovo e il Castel dell'Ovo di Napoli.
(Giovanni Battista Della Porta)

## Biografia

### I primi quarant'anni
Il suo cognome deriva dalla Navarra (in Spagna), ove si trova il comune di Garde, suo probabile luogo di nascita. Di umili origini, fino ai primi anni Ottanta del XV secolo non si hanno notizie certe della sua attività, ma sembra che, dopo aver praticato la pastorizia transumante, si fosse imbarcato come marinaio.

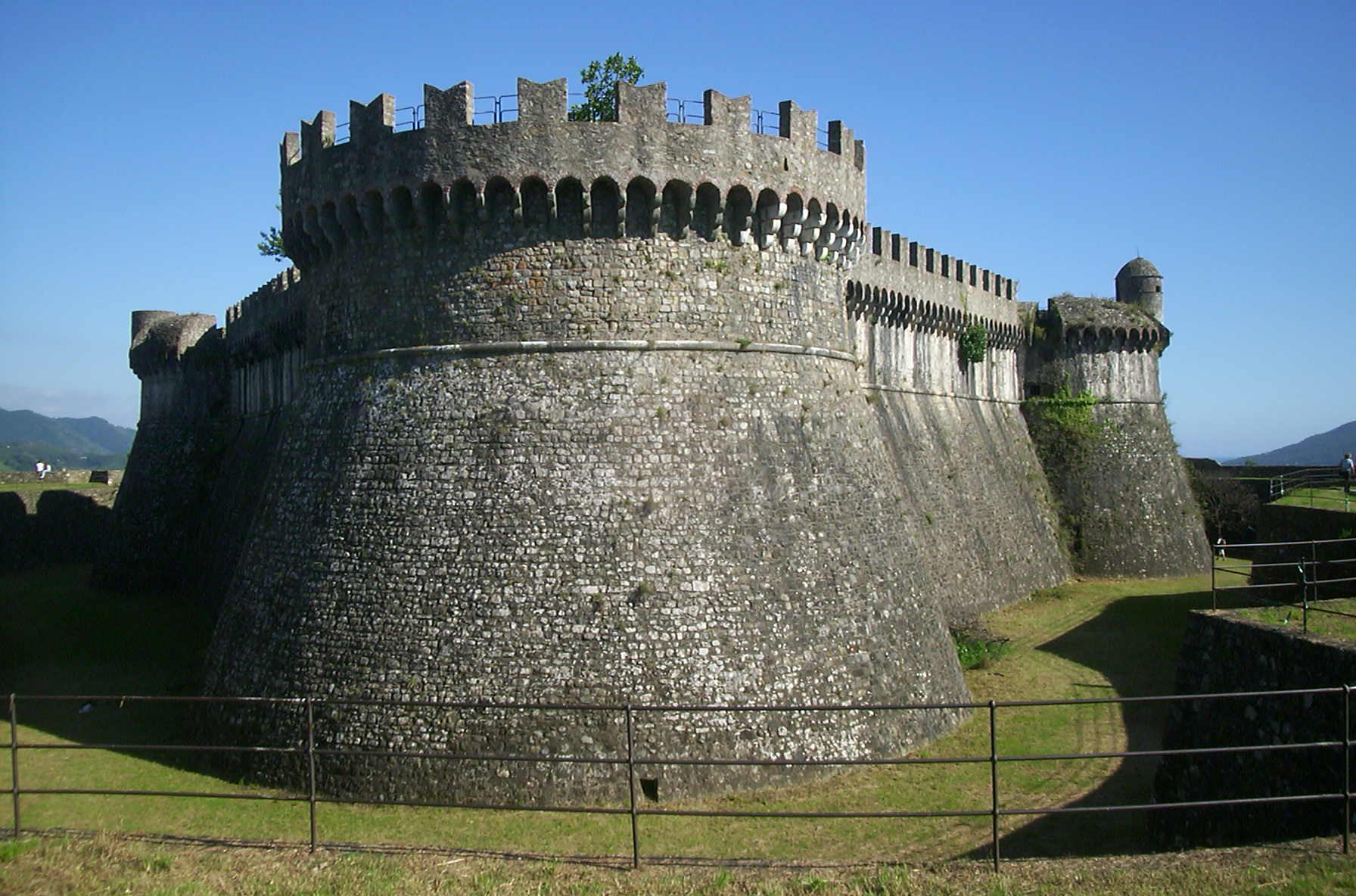
La fortezza di Sarzanello

Secondo il profilo delineatone da Benedetto Croce, Navarro arrivò in Italia trovando impiego come staffiere del cardinale Giovanni d'Aragona, quartogenito di Ferrante I e di Isabella di Chiaromonte, che dal 1472 godette dei privilegi legati al monastero di Huesca. Successivamente, egli si arruolò nell'esercito fiorentino comandato da Pietro del Monte. Tra le file medicee partecipò, il 14 aprile 1487, alla battaglia della Lunigiana, contro Genova, per il predominio sulla città di Sarzana. È in questo frangente che il militare spagnolo avrebbe utilizzato, per la prima volta, le mine. Però, secondo Giovanni Targioni Tozzetti ed altri autori, italiani e spagnoli, che si sono rifatti in particolare a Paolo Giovio e alla Historia d'Italia del Guicciardini, i primi ad averle utilizzate sarebbero stati invece i genovesi, nelle cui file avrebbe inizialmente militato lo stesso Navarro, per tentare di espugnare la Fortezza di Sarzanello; in seguito, impadronendosi dell'invenzione, il condottiero ne avrebbe studiato le caratteristiche e perfezionato l'effetto, questa volta sul fronte opposto, cioè con i fiorentini, nell'ambito della ricordata guerra di "Serrezzana". Da segnalare anche che nello stesso periodo alcune fonti spagnole ne registrerebbero le gesta in Spagna, dove Navarro avrebbe ugualmente mostrato la sua arte delle mine nella presa di Vélez-Málaga, di cui, peraltro, sarebbe stato nominato Governatore.
Dopo gli scontri di Sarzana, comunque, egli tornò a veleggiare in mare, per difendere le coste siciliane dai pirati barbareschi, finendo per diventare lui stesso una sorta di corsaro. In tal senso alcuni autori, fra cui - soprattutto - Pietro Bembo, che fu in corrispondenza con Navarro, lo vorrebbero intorno al 1497 al servizio del famigerato marchese di Crotone Antonio Centelles, con assalti in particolare alle imbarcazioni veneziane, tanto che il Senato della Serenissima sarebbe stato costretto ad inviargli contro una flotta, che lo avrebbe costretto alla ritirata presso Roccella Jonica. Tuttavia, le notizie circa i rapporti tra Navarro e il Centelles, messe in dubbio anche dalle fonti spagnole, apparirebbero in contrasto con la biografia del marchese di Crotone, che in quel periodo era già stato "esiliato" a Napoli, se non addirittura morto. Oltretutto, poco più tardi, com'è noto, Navarro sarà d'aiuto alla stessa Venezia nelle isole ioniche.

### Le fortezze minate

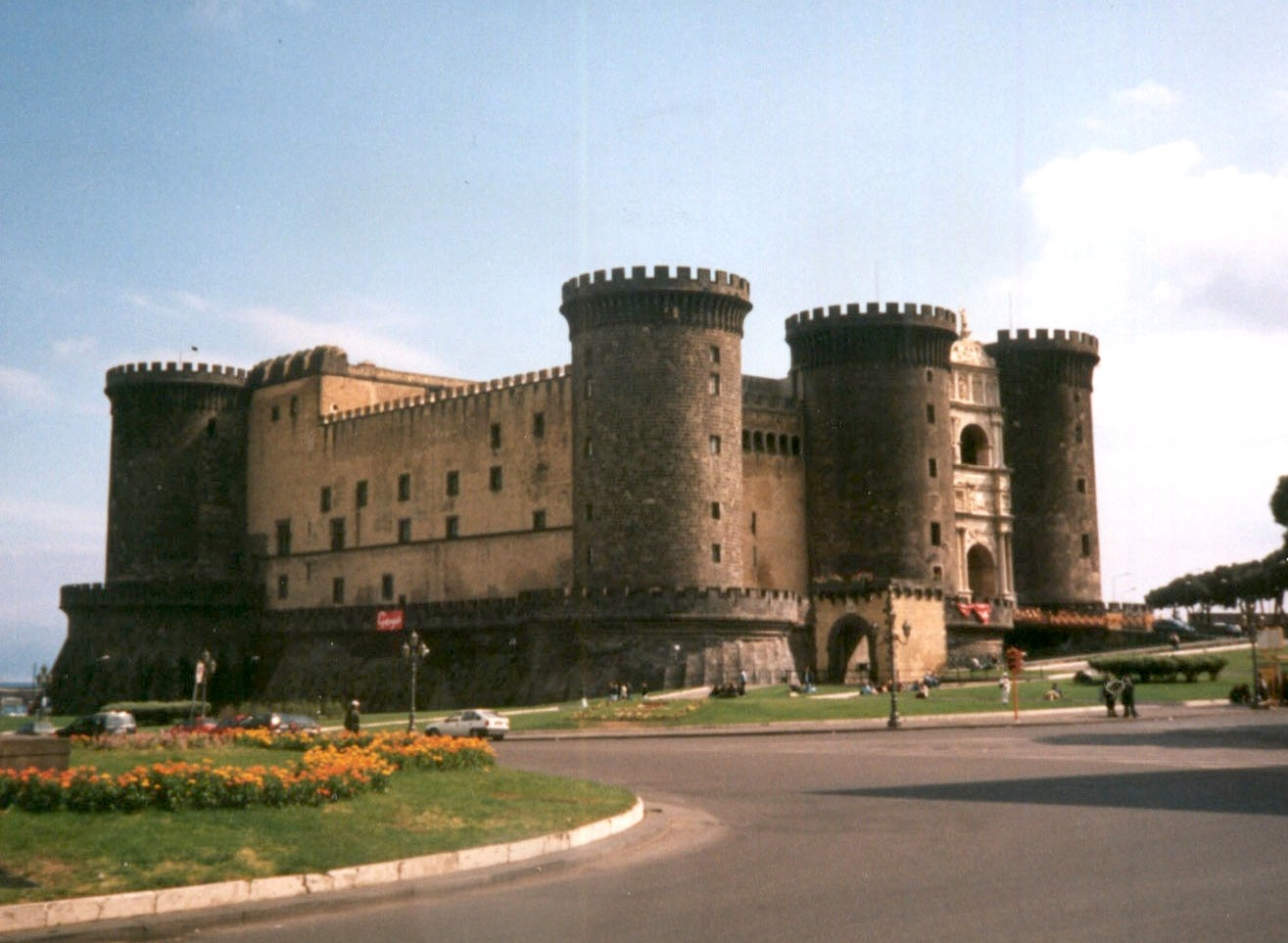
Il Castel Nuovo di Napoli

Le sue tracce ricomparvero, infatti, ai prodromi della seconda guerra d'Italia, al fianco di Consalvo di Cordova, per la difesa delle isole dell'arcipelago greco, quali Corfù, Zante e Cefalonia, dagli assalti dei turchi. Proprio a Cefalonia, alla fine dell'anno 1500, Navarro utilizza le sue mine per attaccare, ed espugnare, la fortezza di San Giorgio. Questa sua specialità è stata messa in rilievo anche da Massimo d'Azeglio, che, a proposito della Disfida di Barletta, lo ricordava nei termini seguenti: «Nella turba che seguiva si notava dall'aspetto accigliato e robusto Pedro Navarro, inventore delle mine, usate con tanta fortuna all'espugnazione di Castel dell'Uovo». All'inizio del Cinquecento sempre al seguito del Gran Capitano, infatti, dal mare alla terra ferma senza soluzione di continuità, volse alla conquista del Regno di Napoli.

Il nuovo conflitto era conseguenza della sottoscrizione del trattato segreto di Granada (1500), in base al quale Luigi XII e Ferdinando Il Cattolico si erano spartiti il dominio, rispettivamente, su Campania e Abruzzo e su Puglia e Calabria, ma non avevano tenuto conto della Capitanata e della Basilicata (che erano state smembrate da Puglia e Calabria), province che, quindi, divennero il campo delle rivendicazioni di entrambi i contendenti. La spedizione degli spagnoli partì dalla Puglia, coinvolgendo per prima Manfredonia all'inizio del marzo 1502. Dopodiché, mentre Consalvo si diresse a Barletta, Navarro, ormai capitano di fanteria, accorse alla difesa di Canosa, dove fu assediato dai francesi guidati dal duca di Nemours. Uscitone illeso, sconfitto ma non vinto, si ricongiunse con il Gran Capitano a Barletta, ove il 13 febbraio 1503 si tenne la celebre disfida, per partecipare il successivo 28 aprile alla battaglia di Cerignola (in cui morì il comandante francese), che di fatto spianò la strada all'avanzata spagnola verso Napoli: l'entrata nella città partenopea si verificò, infatti, il 28 maggio dello stesso 1503. 

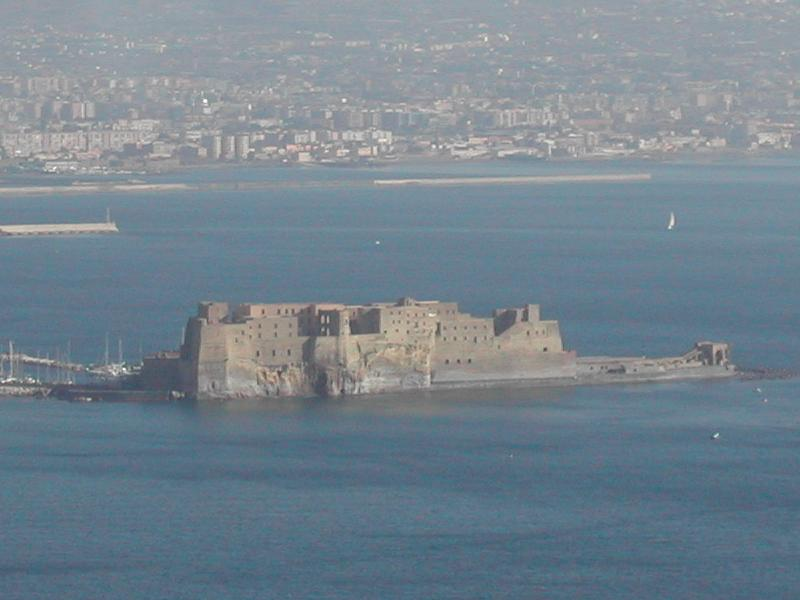
Il Castel dell'Ovo di Napoli

Qui Navarro, grazie all'uso della sua invenzione, riuscì a farsi breccia prima alla Torre di San Vincenzo e poi a Castel Nuovo, che fu minato fra l'11 e il 12 giugno. Stessa sorte toccò il 2 luglio a Castel dell'Ovo. Ma ecco come Cantalicio narra l'impresa:
Poco più tardi, nell'alveo della decisiva battaglia del Garigliano (1503), il condottiero espugnerà anche le fortezze di Roccaguglielma, di Montecassino, di Roccasecca e, infine, di Gaeta, che capitolò il 1º gennaio 1504, chiudendo la seconda campagna italiana.

### La parentesi comitale

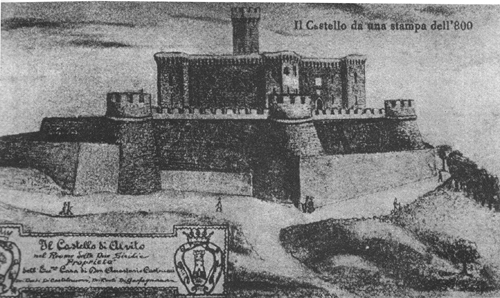
Il castello di Alvito da una stampa dell'800

Grazie ai meriti acquisiti combattendo per la conquista del Regno di Napoli, Navarro fu fatto nobile. Infatti, con privilegio del 25 maggio 1507, Ferdinando II d'Aragona gli concesse la Contea di Alvito. Secondo la ricostruzione di Domenico Santoro, Navarro, impegnato contro i mori nella costa maghrebina, non poté curarsi direttamente del territorio alvitano, lasciandolo nelle mani di un governatore e di un giudice, i quali, però, si sarebbero resi interpreti di numerosi soprusi ai danni della popolazione, tanto che nel 1510 un gruppo di atinati dovette chiedere udienza al condottiero spagnolo, recandosi sino a Tripoli.
Navarro, infatti, dopo aver espugnato le fortezze napoletane, era tornato in Spagna: nominato generale, fu messo a capo di una flotta che aveva il compito di difendere le coste dagli attacchi dei pirati, spingendosi anche in Africa, dove nel 1505 espugnò Mers-el-Kébir, che per gli spagnoli era strategica per i collegamenti con Orano, e nel giugno 1508 il Pignon di Velez, un isolotto roccioso, oggi unito alla costa marocchina, che poteva costituire un'ottima base logistica, oltre che di rinforzo a Melilla. Nell'autunno del 1509, partito da Cartagena al comando della spedizione organizzata in Africa dal celebre cardinale Jiménez de Cisneros, il condottiero riuscì a espugnare nell'ordine Orano (di cui venne fatto governatore) il 17 maggio, Bugia il 6 gennaio 1510 e, infine, nel luglio seguente, anche Tripoli: «era un eroe anfibio - ha scritto lo storico Domenico Perrero - con uguali disposizioni per comandare una squadra in un combattimento, come per guidare un esercito alla battaglia».

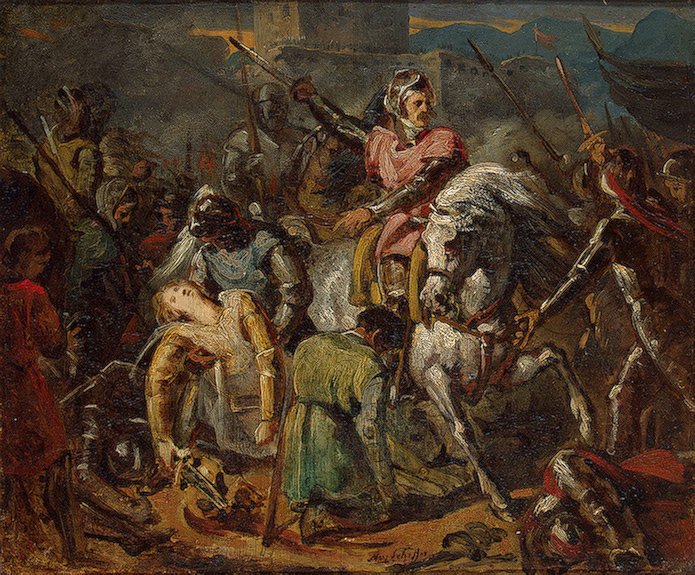
Scena della Battaglia di Ravenna

La conquista spagnola di Tripoli, culminata il 25 luglio, aveva determinato circa 5000 vittime fra i musulmani. Nell'agosto successivo, Navarro tentò di levare ai corsari barbareschi anche l'isola tunisina di Gerbi, ma la fortuna non gli arrise, per cui tornò a Tripoli, facendo avanti e indietro con la Sicilia, cui era stata strettamente legata l'amministrazione e il mantenimento della roccaforte maghrebina.
Sta di fatto che, a distanza di otto anni dall'investitura del titolo comitale, e più precisamente il 22 dicembre 1515, Ferdinando Il Cattolico revocò la concessione, ponendo la Contea di Alvito nei domini di Raimondo de Cardona. Tale revoca fu determinata dall'infedeltà di Navarro. In effetti, a seguito dell'adesione alla Lega Santa, e dopo aver combattuto nel maggio 1511 a Bologna, dove però le mine non sarebbero riuscite a provocare gli effetti sperati a causa dell'umidità del terreno, il condottiero era caduto prigioniero dell'esercito francese comandato da Gastone de Foix-Nemours durante la nota battaglia di Ravenna dell'11 aprile 1512. Ma, a differenza di altri compagni catturati, fra i quali Fabrizio Colonna ed Fernando Francesco d'Avalos, Navarro - su cui «pesava una taglia di ventimila ducati» - non venne riscattato dal sovrano spagnolo. Questa decisione lo portò a giurare fedeltà al re di Francia, che gli concesse la libertà nel 1515.

### Sul fronte opposto

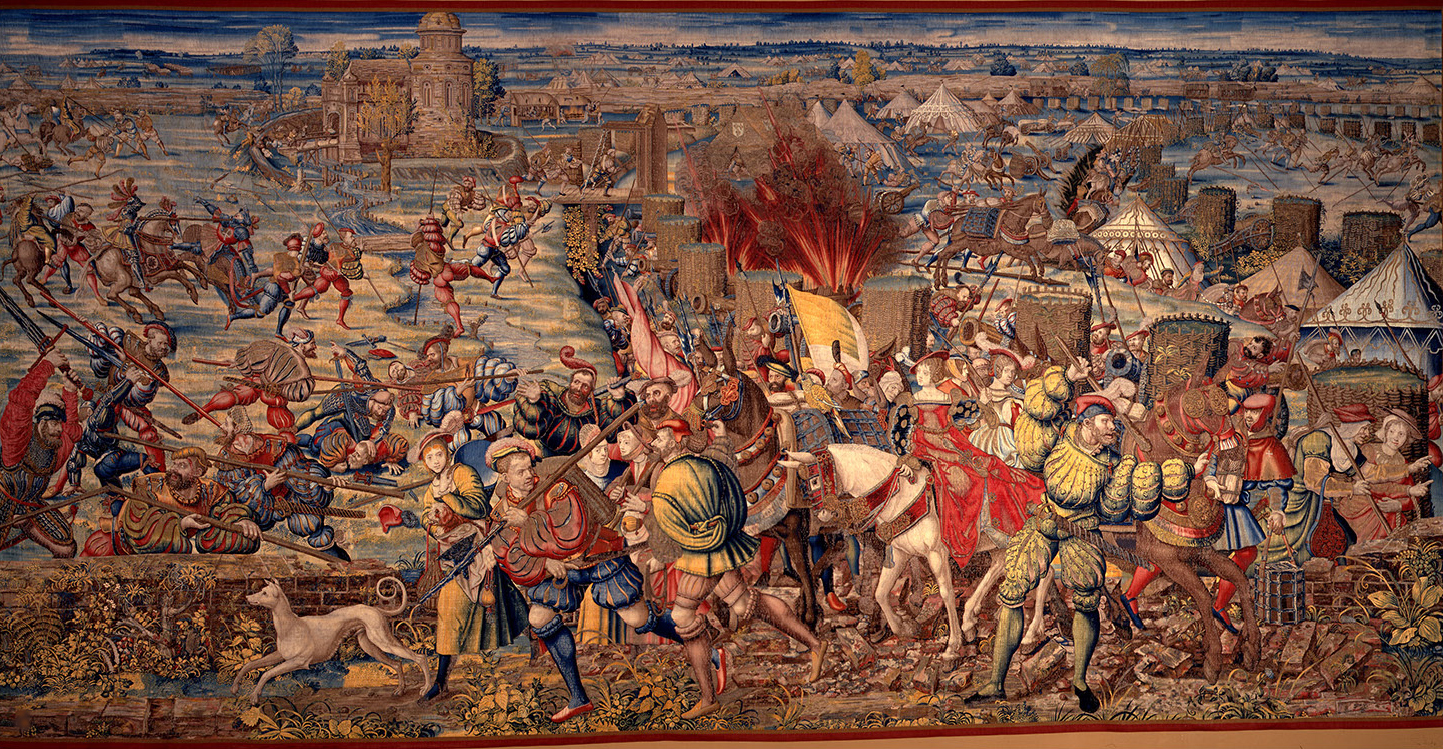
Scena della battaglia di Pavia (1525)

Sul fronte opposto, con l'esercito di Francesco I di Francia impegnato nella Guerra della Lega di Cambrai, nel 1515 scese in Italia, segnalandosi il 13 e il 14 settembre nella battaglia di Marignano e nel novembre successivo, su richiesta dell'alleata Venezia, nell'assedio di Brescia. Qui, al comando di uno dei due corpi d'armata, fece scavare e minare una galleria che portava all'interno della città, ma gli assediati, scoperte le operazioni di Navarro, controminarono, uccidendo gli scavatori.
Prese parte, successivamente, anche alle incursioni francesi contrapposte agli imperiali di Carlo V, per il predominio sul Ducato di Milano, in particolare nelle incursioni al Castello Sforzesco del 1521 e, come attesta - tra gli altri - Pietro Verri, nella dura sconfitta maturata nella battaglia della Bicocca del 27 aprile 1522. Rientrato in Francia, fu richiamato alle armi dal sovrano francese nella ridiscesa a Milano del 1524, che sfocerà nella decisiva sconfitta della battaglia di Pavia del 24 febbraio 1525. Catturato dagli spagnoli, la prigionia durò poco, stante gli effetti del Trattato di Madrid del 14 gennaio 1526, tant'è che nell'estate successiva, partito da Marsiglia - peraltro forte del breve di Clemente VII del 3 luglio con il quale era stato «prosciolto dal voto di non combattere che contro gl'infedeli» -, prese Vado e Savona e fece rotta, insieme ad Andrea D'Oria, verso Genova.

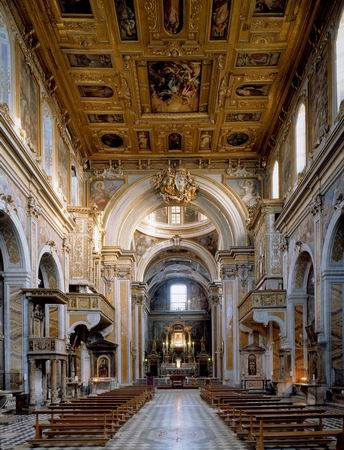
Chiesa di Santa Maria la Nova, ove è sepolto Pietro Navarro

Le successive vicende di Navarro erano legate, infatti, ancora una volta, alle scelte di Francesco I, il quale, nel frattempo, non avendo mai accettato l'accordo siglato a Madrid, aderì alla Lega di Cognac del 22 maggio 1526, che ebbe termine, di fatto, con il Sacco di Roma. Ne derivò la nuova campagna francese volta alla conquista di Napoli: il condottiero spagnolo si aggregò, quindi, all'ennesima azione comandata da Lautrec, segnalandosi nell'assedio di Melfi del 22 e 23 marzo 1528. Ne seguirono una serie di vittorie francesi che, come ricorda il Muratori negli Annali, interessarono molte città pugliesi (Barletta, Trani, Ascoli Satriano, Manfredonia e Troia) e campane, fra le quali Capua, Nola, Acerra e Aversa, utili per andare ad accerchiare Napoli. Ma qui l'esercito spagnolo riuscì a far indietreggiare i francesi, che si rifugiarono nei pressi di Aversa, dove Navarro venne catturato. Fu rinchiuso a Castel Nuovo (non a caso nella fortezza che, cinque lustri prima, aveva minato), dove verrà ucciso nell'agosto del 1528, strangolato o impiccato.
All'inizio del XVII secolo, il III Duca di Sessa, nipote del Gran Capitano, fece traslare la salma di Navarro «dalla chiesa del castello, dove giaceva senza onore, alla sua cappella in Santa Maria la Nuova, alla cappella del Gran Capitano, insieme col corpo del Lautrec [...] e li fece collocare in due tombe, scolpite da Annibale Caccavello, con le iscrizioni composte da Paolo Giovio». L'architetto Luigi Catalani, nel descrivere la cappella nella predetta Chiesa, ne riporta l'epigrafe:
(L. Catalani, Le Chiese di Napoli. Descrizione storica ed artistica, vol. I, Napoli 1845, p. 130.)